# Matsjendranath
Matsjendranath (sanskryt trl.: मत्स्येन्द्रनाथ, ang. Matsyendranath, newarski: Bunga Dyah, dokładne daty urodzenia i śmierci nie są znane, prawdopodobnie żył w X wieku n.e.) — średniowieczny jogin indyjski, jeden z 84 mahasiddhów, uważany za historycznego założyciela tradycji nathasampradaja.
Podania newarskie głoszą, że Matsjendranath urodził się w miejscowości Bungamati w Dolinie Katmandu, na południe od miast Katmandu i Lalitpur.
Był guru innego sławnego jogina, Gorakhnatha.
Matsjendranatha jest wskazywany jako autor dzieła Kauladźńananirnaja (trl. Kaulajñānanirṇaya).